# Basse-Goulaine
Pour les articles homonymes, voir Goulaine.
Basse-Goulaine (Bass-Góleinn en gallo) est une commune de l'Ouest de la France, située dans le département de la Loire-Atlantique, en région Pays de la Loire.

## Géographie

Situation de la commune de Basse-Goulaine dans le département de la Loire-Atlantique.

### Situation
Basse-Goulaine est située sur la rive sud de Loire, aux portes du Vignoble du Muscadet-Sèvre et Maine, au sud-est de Nantes ; la commune est arrosée par la rivière de Goulaine qui traverse son territoire au nord-est.
Les communes limitrophes sont : Nantes, Sainte-Luce-sur-Loire, Saint-Julien-de-Concelles, Haute-Goulaine, Vertou et Saint-Sébastien-sur-Loire.

### Transports
La commune est desservie par une ligne Chronobus (C9), 2 lignes de bus (27 et 60) et un service de transport à la demande (TAD Basse-Goulaine) du réseau TAN, et par les lignes 331 et 333 du réseau régional Aléop au niveau du lycée de la Herdrie.

### Climat
Pour des articles plus généraux, voir Climat des Pays de la Loire et Climat de la Loire-Atlantique.
En 2010, le climat de la commune est de type climat océanique franc, selon une étude du CNRS s'appuyant sur une série de données couvrant la période 1971-2000. En 2020, Météo-France publie une typologie des climats de la France métropolitaine dans laquelle la commune est exposée à un climat océanique et est dans la région climatique  Bretagne orientale et méridionale, Pays nantais, Vendée, caractérisée par une faible pluviométrie en été et une bonne insolation.
Pour la période 1971-2000, la température annuelle moyenne est de 12,1 °C, avec une amplitude thermique annuelle de 13,5 °C. Le cumul annuel moyen de précipitations est de 811 mm, avec 12,5 jours de précipitations en janvier et 6,3 jours en juillet. Pour la période 1991-2020, la température moyenne annuelle observée sur la station météorologique de Météo-France la plus proche, « Haie-Fouassière », sur la commune de La Haie-Fouassière à 8 km à vol d'oiseau, est de 12,8 °C et le cumul annuel moyen de précipitations est de 858,5 mm,. Pour l'avenir, les paramètres climatiques de la commune estimés pour 2050 selon différents scénarios d'émission de gaz à effet de serre sont consultables sur un site dédié publié par Météo-France en novembre 2022.
| Mois                                  | jan.             | fév.           | mars           | avril         | mai             | juin           | jui.          | août           | sep.          | oct.            | nov.            | déc.           | année     |
| ------------------------------------- | ---------------- | -------------- | -------------- | ------------- | --------------- | -------------- | ------------- | -------------- | ------------- | --------------- | --------------- | -------------- | --------- |
| Température minimale moyenne (°C)     | 3,2              | 2,7            | 4,5            | 6,2           | 9,5             | 12,3           | 13,9          | 13,7           | 10,9          | 8,9             | 5,6             | 3,5            | 7,9       |
| Température moyenne (°C)              | 6,3              | 6,6            | 9,2            | 11,6          | 15,1            | 18,2           | 20            | 19,9           | 17            | 13,5            | 9,3             | 6,7            | 12,8      |
| Température maximale moyenne (°C)     | 9,3              | 10,6           | 13,9           | 17            | 20,6            | 24,1           | 26,1          | 26,2           | 23            | 18              | 12,9            | 9,9            | 17,6      |
| Record de froid (°C) date du record   | −13,2 20.01.1963 | −14 10.02.1986 | −10,8 01.03.05 | −4 01.04.1963 | −0,6 14.05.1995 | 1,5 02.06.1962 | 6 07.07.1962  | 4,6 20.08.1964 | 1,3 26.09.10  | −4,6 30.10.1997 | −7,5 21.11.1993 | −12 28.12.1962 | −14 1986  |
| Record de chaleur (°C) date du record | 18,5 27.01.03    | 24,1 27.02.19  | 26 20.03.05    | 30,2 30.04.05 | 33,6 26.05.17   | 39,6 27.06.19  | 39,5 23.07.19 | 40,5 07.08.20  | 36 01.09.1961 | 28,8 03.10.11   | 22,9 01.11.15   | 19 16.12.1989  | 40,5 2020 |
| Précipitations (mm)                   | 96,5             | 72,2           | 61,5           | 63,1          | 58,5            | 48,1           | 45            | 50             | 67,8          | 91,4            | 97,9            | 106,5          | 858,5     |

## Toponymie
Le nom de la localité est attesté sous les formes Golena en 1123, Goulena en 1287.
Le nom de Basse-Goulaine est un transfert de celui de la rivière la Goulaine, et de la position topographique du village en aval de la rivière par rapport à Haute-Goulaine en amont (voir Goulaine#Hydronymie)
Basse-Goulaine possède un nom en gallo, la langue d'oïl locale : Bâsse-Goulaine (écriture ABCD) Bass-Góleinn (écriture ELG) ou Bâss Goulènn (écriture MOGA), prononcé [bɑs.gu.lɛn],.
Bien que peu usité, un nom en Breton a été inventé au XXe siècle : Goueled-Goulen. Le breton n'était pas traditionnellement parlé à Basse-Goulaine.

## Histoire

### Période de la Révolution française
Lors de la réorganisation administrative de 1789, la paroisse de Basse-Goulaine devient une commune, formant avec Saint-Sébastien (chef-lieu) le troisième canton du district de Nantes.
En 1793, la population de Basse-Goulaine prend en grande majorité le parti de l'insurrection vendéenne, comme celle de Saint-Sébastien. Les troupes républicaines reprennent le contrôle militaire de ce secteur à la fin de l'année 1793, mais ce n'est qu'en 1796 que la situation redevient à peu près normale. Pendant quelques années, il n'existe pas d'administration municipale, mais seulement une administration cantonale, concernant les deux communes.[réf. nécessaire]

### XXesiècle
Le 22 octobre 1941, 6 des 16 otages fusillés à Nantes, dans le cadre des représailles après la mort de Karl Hotz, sont inhumés dans le cimetière de Basse-Goulaine :
- Paul Birien : 50 ans, né à Redon, soupçonné d’avoir favorisé des évasions de prisonniers de guerre. Inhumé dans le cimetière Miséricorde de Nantes ;
- Joseph Blot : 50 ans, né à Orvault, soupçonné d’avoir favorisé des évasions de prisonniers de guerre. Inhumé dans le cimetière de la Chauvinière de Nantes ;
- Joseph Gil : 19 ans, de Nantes, militant communiste, soupçonné d’actes de résistance. Inhumé dans le cimetière de la Chauvinière de Nantes ;
- Jean Grolleau : 21 ans, né à Bournezeau, soupçonné d’actes de résistance. Inhumé dans le cimetière de la Chauvinière de Nantes ;
- Léon Ignasiak : 22 ans, de Saint-Herblain, communiste, soupçonné d’actes de résistance. Inhumé dans le cimetière de la Chauvinière de Nantes ;
- Jean Platiau : 20 ans, né aux États-Unis, soupçonné d’actes de résistance. Inhumé dans le cimetière de la Chauvinière de Nantes.

Le 22 octobre 1944, une importante cérémonie commémorative a lieu.

## Emblèmes

### Héraldique
La commune de Basse Goulaine a organisé un concours, demandant aux élèves de l'école primaire de faire des propositions de dessins pour le blason de la commune. Ils devaient prendre des éléments significatifs à leurs yeux de leur commune. Il a été retenu la pierre frite que les élèves assimilaient à un menhir ainsi qu'un poisson (en référence à la Goulaine qui traverse la commune.
| Blason | Blasonnement : Coupé : au premier, d'argent au pelven adextré de sa pierre ronde, le tout d'azur ; au second, d'azur à un brochet d'argent posé en fasce. Commentaires : Les deux roches évoquent les mégalithes de la commune : le pleven (ou pierre frite) orienté vers le lever du soleil au solstice d'été est âgé de plus de 5 000 ans. Le brochet fait référence à la lettre adressée par Napoléon III à un restaurateur de Basse-Goulaine pour le complimenter de son brochet au beurre blanc. Le brochet est devenu une tradition culinaire de Basse-Goulaine. Blason conçu par l'héraldiste Michel Pressensé (délibération municipale du 29 juin 1979), enregistré le 3 octobre 1980. |

### Devise
La devise de Basse-Goulaine : Saxo Diuturnor Alacrior Lucio.

### Liste des maires

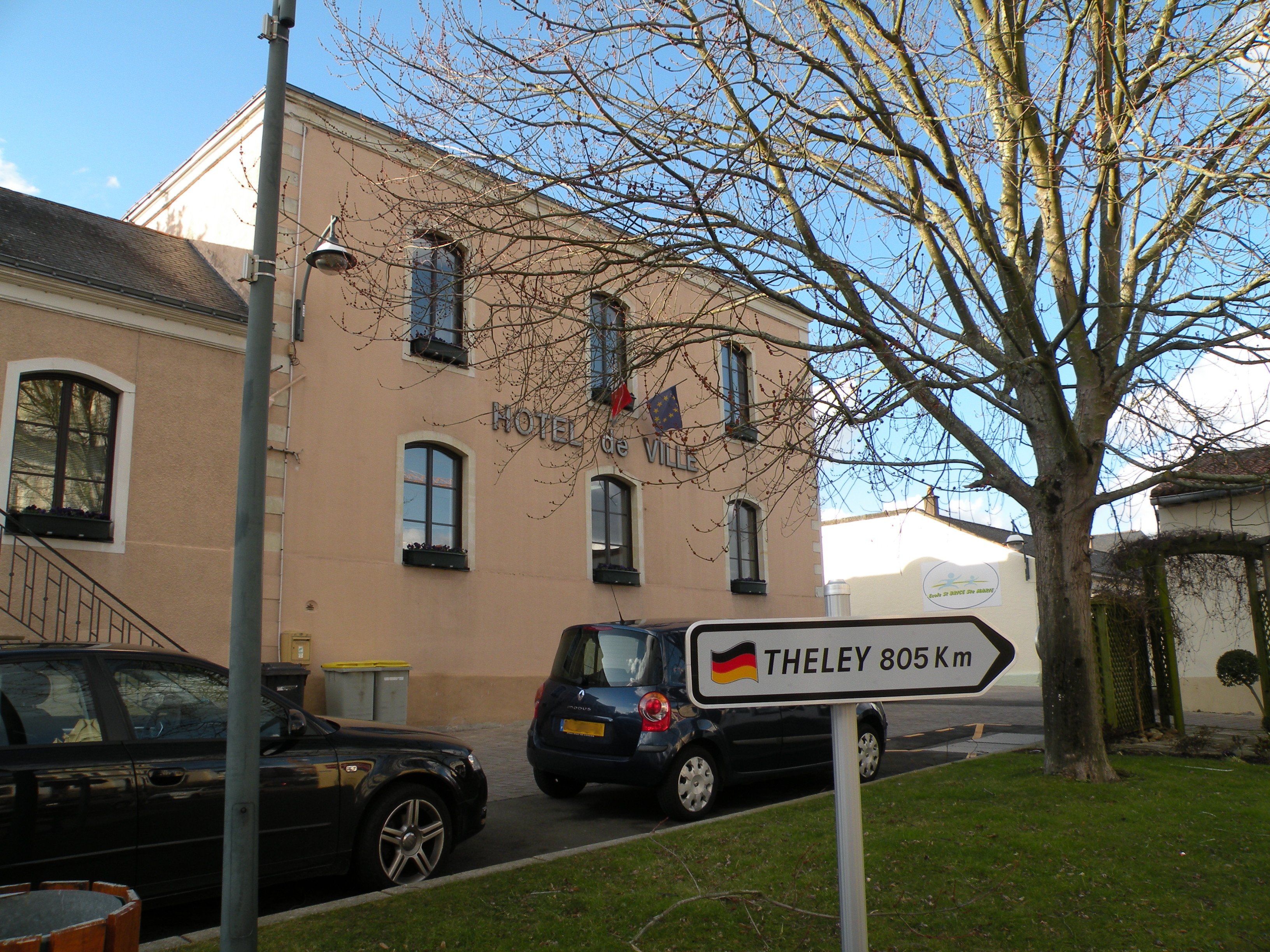
L'ancienne mairie de Basse Goulaine, aujourd'hui détruite en raison de la politique d'urbanisme de la municipalité pour laisser place à des immeubles modernes

## Population et société

### Démographie
Selon le classement établi par l'Insee, Basse-Goulaine fait partie de l'aire urbaine, de l'unité urbaine, de la zone d'emploi et du bassin de vie de Nantes. Toujours selon l'Insee, en 2010, la répartition de la population sur le territoire de la commune était considérée comme « intermédiaire » : 83 % des habitants résidaient dans des zones « intermédiaires » et 17 % dans des zones « peu denses ».

#### Évolution démographique
L'évolution du nombre d'habitants est connue à travers les recensements de la population effectués dans la commune depuis 1793. Pour les communes de moins de 10 000 habitants, une enquête de recensement portant sur toute la population est réalisée tous les cinq ans, les populations de référence des années intermédiaires étant quant à elles estimées par interpolation ou extrapolation. Pour la commune, le premier recensement exhaustif entrant dans le cadre du nouveau dispositif a été réalisé en 2007.

En 2022, la commune comptait 9 617 habitants, en évolution de +8,46 % par rapport à 2016 (Loire-Atlantique : +6,68 %, France hors Mayotte : +2,11 %).
| 1793  | 1800 | 1806  | 1821  | 1831  | 1841  | 1846  | 1851  | 1856  |
| ----- | ---- | ----- | ----- | ----- | ----- | ----- | ----- | ----- |
| 1 153 | 776  | 1 006 | 1 180 | 1 218 | 1 168 | 1 220 | 1 227 | 1 294 |

| 1861  | 1866  | 1872  | 1876  | 1881  | 1886  | 1891  | 1896  | 1901  |
| ----- | ----- | ----- | ----- | ----- | ----- | ----- | ----- | ----- |
| 1 287 | 1 255 | 1 187 | 1 226 | 1 182 | 1 189 | 1 234 | 1 259 | 1 250 |

| 1906  | 1911  | 1921  | 1926  | 1931  | 1936  | 1946  | 1954  | 1962  |
| ----- | ----- | ----- | ----- | ----- | ----- | ----- | ----- | ----- |
| 1 264 | 1 170 | 1 105 | 1 176 | 1 103 | 1 185 | 1 333 | 1 539 | 1 853 |

| 1968  | 1975  | 1982  | 1990  | 1999  | 2006  | 2007  | 2012  | 2017  |
| ----- | ----- | ----- | ----- | ----- | ----- | ----- | ----- | ----- |
| 2 160 | 3 036 | 4 099 | 5 910 | 7 504 | 7 883 | 7 927 | 8 244 | 9 036 |

| 2022  | - | - | - | - | - | - | - | - |
| ----- | - | - | - | - | - | - | - | - |
| 9 617 | - | - | - | - | - | - | - | - |

#### Pyramide des âges
La population de la commune est relativement jeune.
En 2018, le taux de personnes d'un âge inférieur à 30 ans s'élève à 34,9 %, soit en dessous de la moyenne départementale (37,3 %). À l'inverse, le taux de personnes d'âge supérieur à 60 ans est de 23,8 % la même année, alors qu'il est de 23,8 % au niveau départemental.
En 2018, la commune comptait 4 442 hommes pour 4 651 femmes, soit un taux de 51,15 % de femmes, légèrement inférieur au taux départemental (51,42 %).
Les pyramides des âges de la commune et du département s'établissent comme suit.
| Hommes | Classe d’âge | Femmes |
| ------ | ------------ | ------ |
| 0,6    | 90 ou +      | 1,2    |
| 5,0    | 75-89 ans    | 6,7    |
| 17,1   | 60-74 ans    | 17,2   |
| 24,7   | 45-59 ans    | 25,8   |
| 15,5   | 30-44 ans    | 16,6   |
| 18,5   | 15-29 ans    | 15,5   |
| 18,7   | 0-14 ans     | 17,1   |

| Hommes | Classe d’âge | Femmes |
| ------ | ------------ | ------ |
| 0,6    | 90 ou +      | 1,8    |
| 6      | 75-89 ans    | 8,6    |
| 15,1   | 60-74 ans    | 16,4   |
| 19,4   | 45-59 ans    | 18,8   |
| 20,1   | 30-44 ans    | 19,3   |
| 19,2   | 15-29 ans    | 17,4   |
| 19,5   | 0-14 ans     | 17,6   |

## Économie

### Revenus de la population et fiscalité
En 2010, le revenu fiscal médian par ménage était de 43 526 €, ce qui plaçait Basse-Goulaine au 1 173e rang parmi les 31 525 communes de plus de 39 ménages en métropole.

## Patrimoine
- Menhir dit la Pierre Frite.
- L'église Saint-Brice.
- La ligne de chemin de fer du Petit Anjou, qui a fonctionné de 1899 à 1947, atteignait Basse-Goulaine par un viaduc au-dessus de la Patouillère ; ce viaduc existe encore (rue du Pont-Brédy).
- Le parc de la Grillonnais et son château, un centre d'accueil pour handicapés moteur, et le parc des Grézillières et son château, une maison d'enfants à caractère social. Aujourd'hui le parc de la Grillonnais est accessible à la population.
- La chapelle Saint-Michel de la Grillonnais, désacralisée et recevant des expositions.
- Le château de Launay-Bruneau, propriété du XVIIIe siècle ayant appartenu à la famille Viot au XIXe siècle, avant de devenir la propriété de la famille Naudeau au siècle suivant, puis aux o'Jeanson de Damoiseau.
- Le domaine de la Trêperie, ancienne propriété de François Lyrot dont la famille l'avait acquis au XVIe siècle.
- Le manoir de la Prétière.
- Le château de la Ravelonnière, remontant au XVe siècle, qui passe à la famille d'Espinose vers 1650.
- Le domaine de la Champagnère (ou Champanière) qui appartenu à la famille de Bourgues.
- Les bords de la Goulaine étaient réputés pour leurs restaurants qui avaient pour spécialités les cuisses de grenouille et le beurre blanc. Ces restaurants ont reçu, dans les années 1960 et 1970, des personnalités politiques et cinématographiques. Seuls deux restaurants (Restaurant de la Rivière, antérieurement Coco Charette, et le Restaurant du Pont) perpétuent encore cette tradition.
- Le port : ancien centre important pour la pêche à la civelle en Loire.
- Croix des Fosses : la croix, en granit, que l'on peut voir aujourd'hui n'est pas celle d'origine. Elle a été remplacée en 2010, lorsque les constructions ont commencé dans le parc de la Grillonnais. L'ancienne était plus haute que la croix actuelle.
- Les trois jours cyclistes de Basse-Goulaine. Dans les années 1980, cette compétition sportive animait la commune de Basse-Goulaine qui l'espace de 3 jours (du vendredi ou dimanche) se transformait en vélodrome.

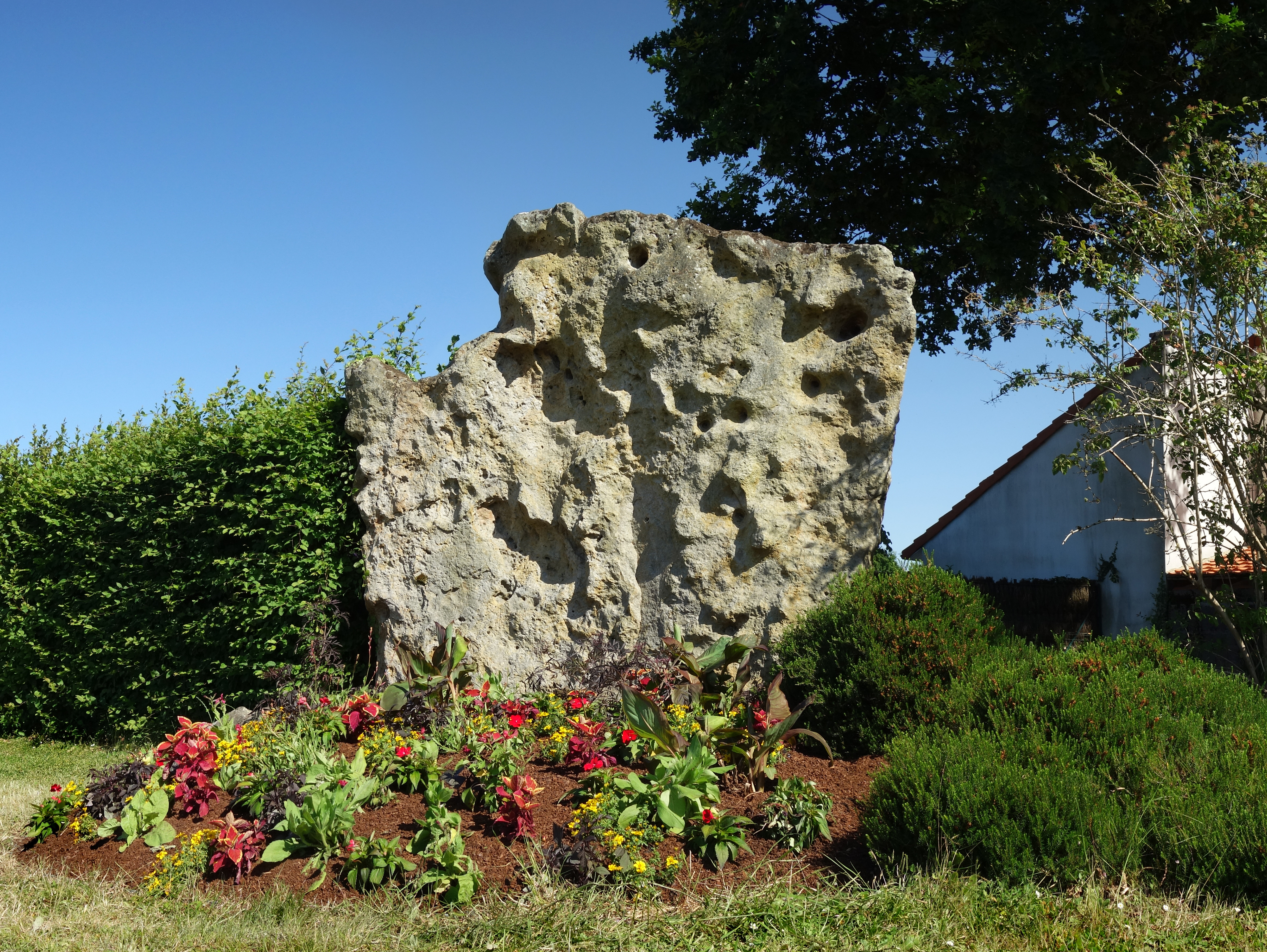
Menhir dit la Pierre Frite.
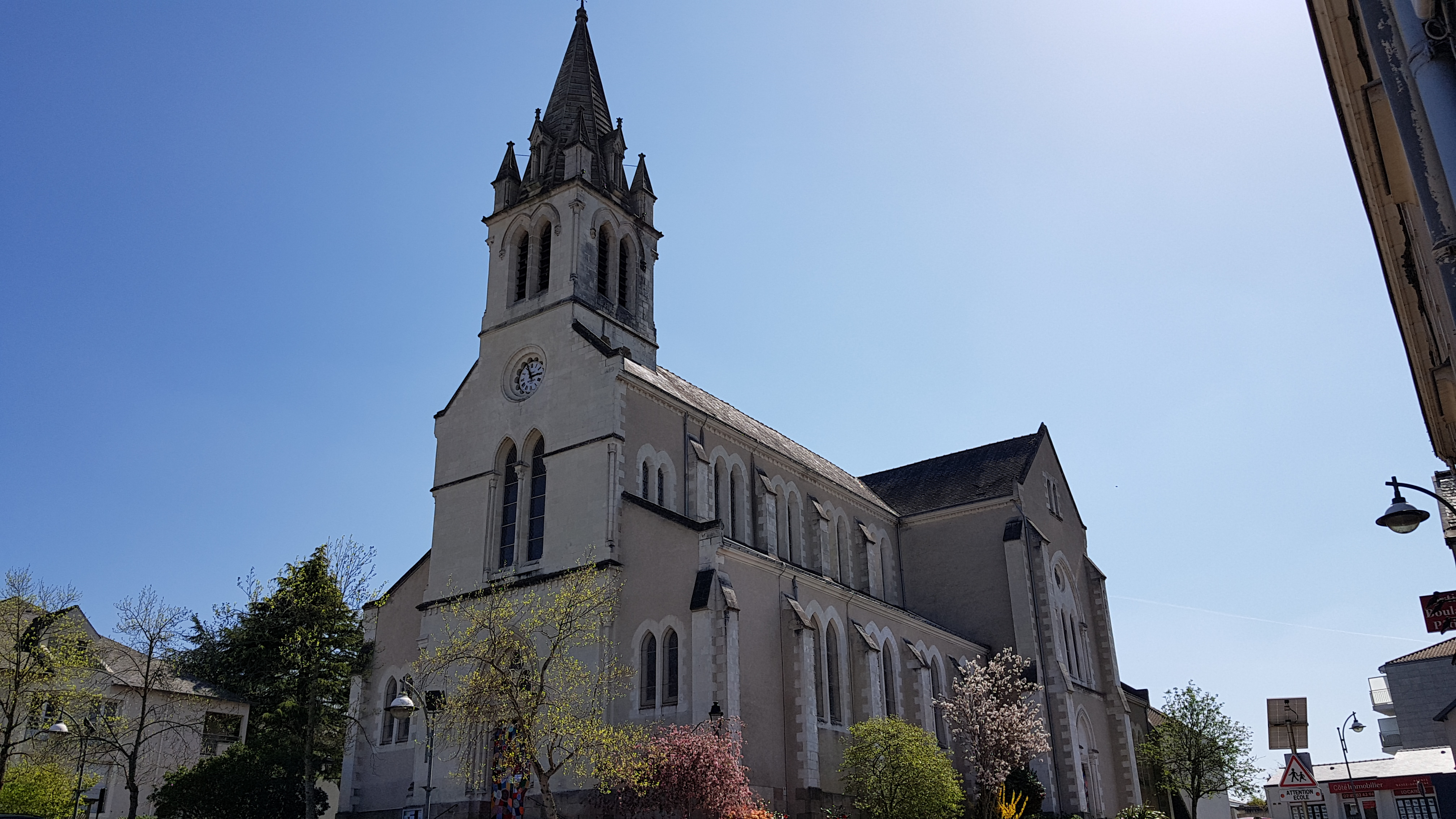
Église Saint-Brice.
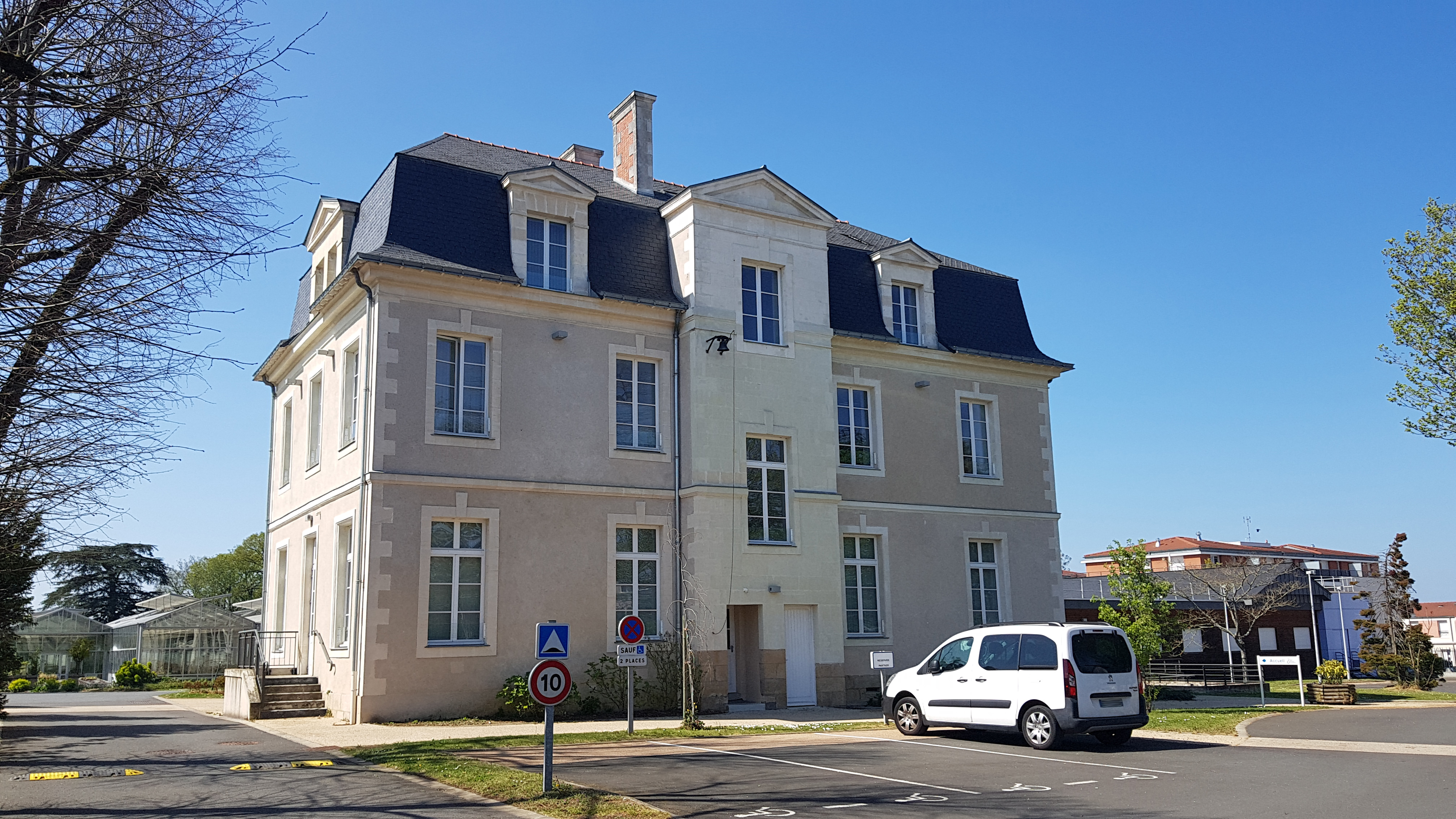
Château de la Grillonnais, Basse-Goulaine.
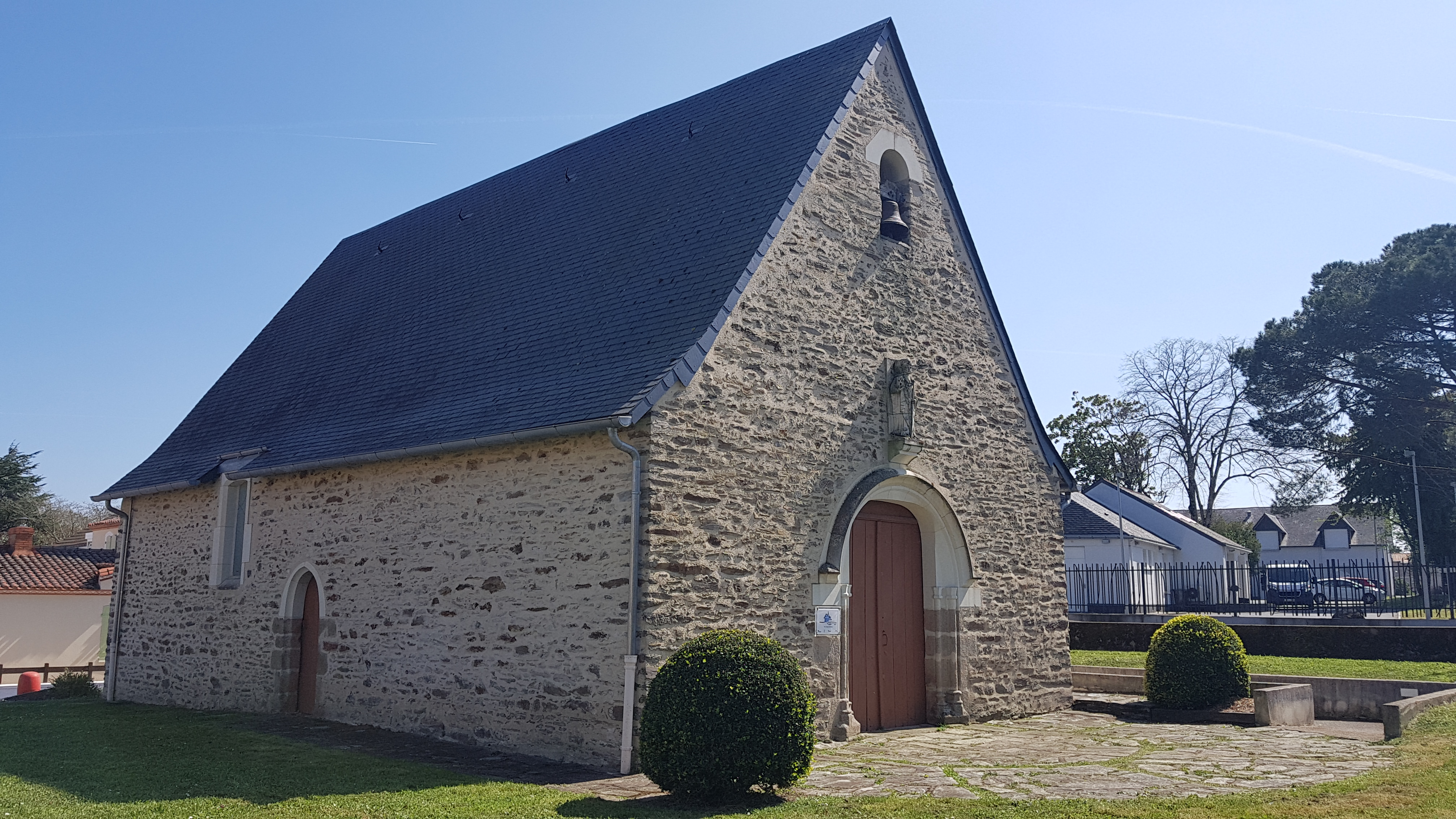
Chapelle Saint-Michel de la Grillonnais
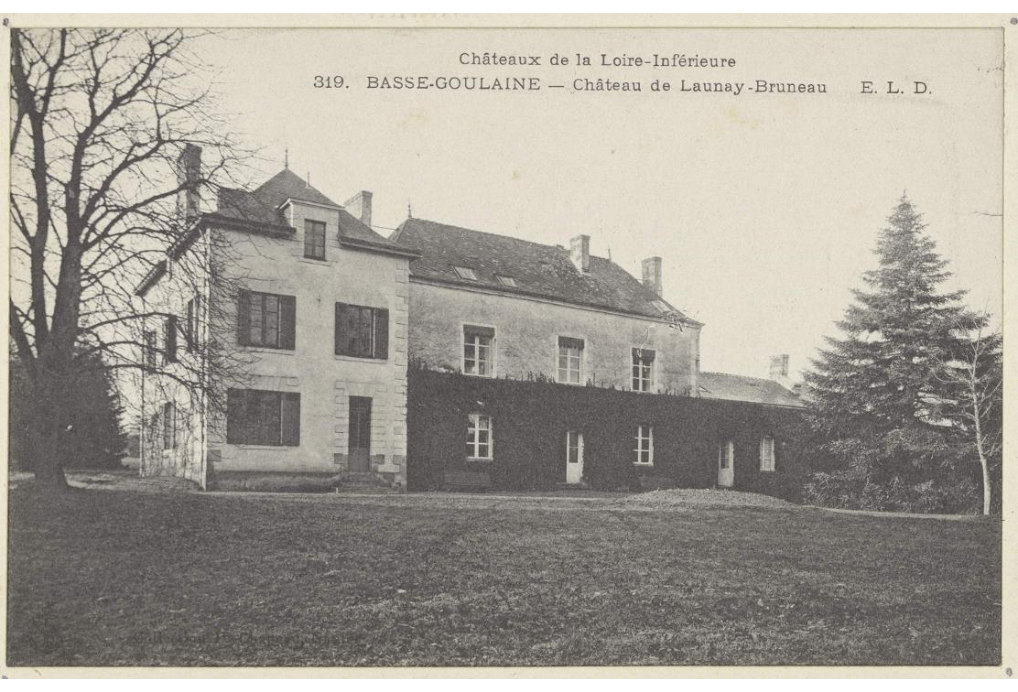
Château de Launay-Bruneau.
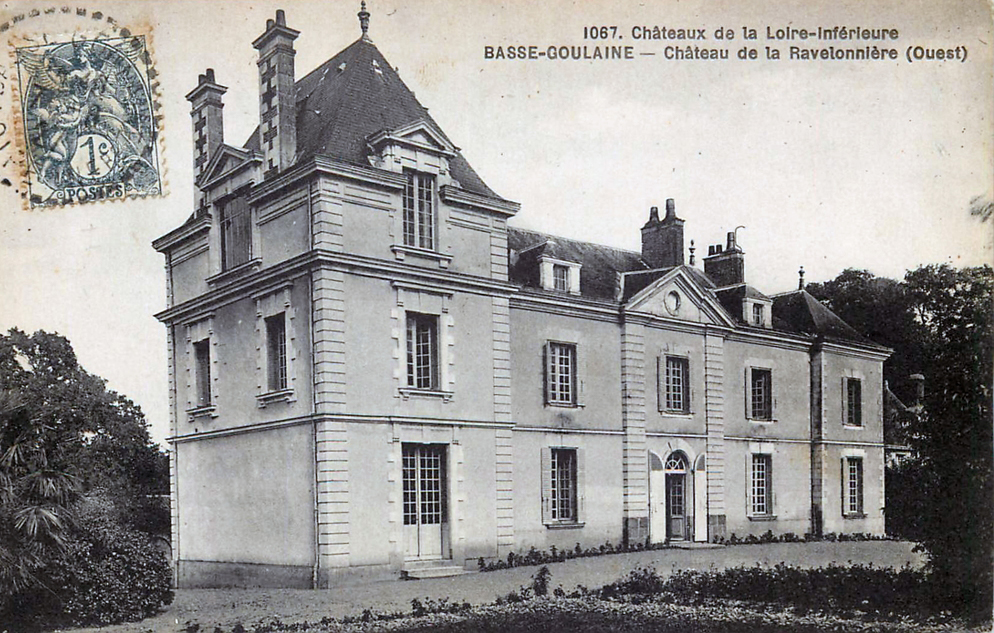
Château de La Ravelonnière.
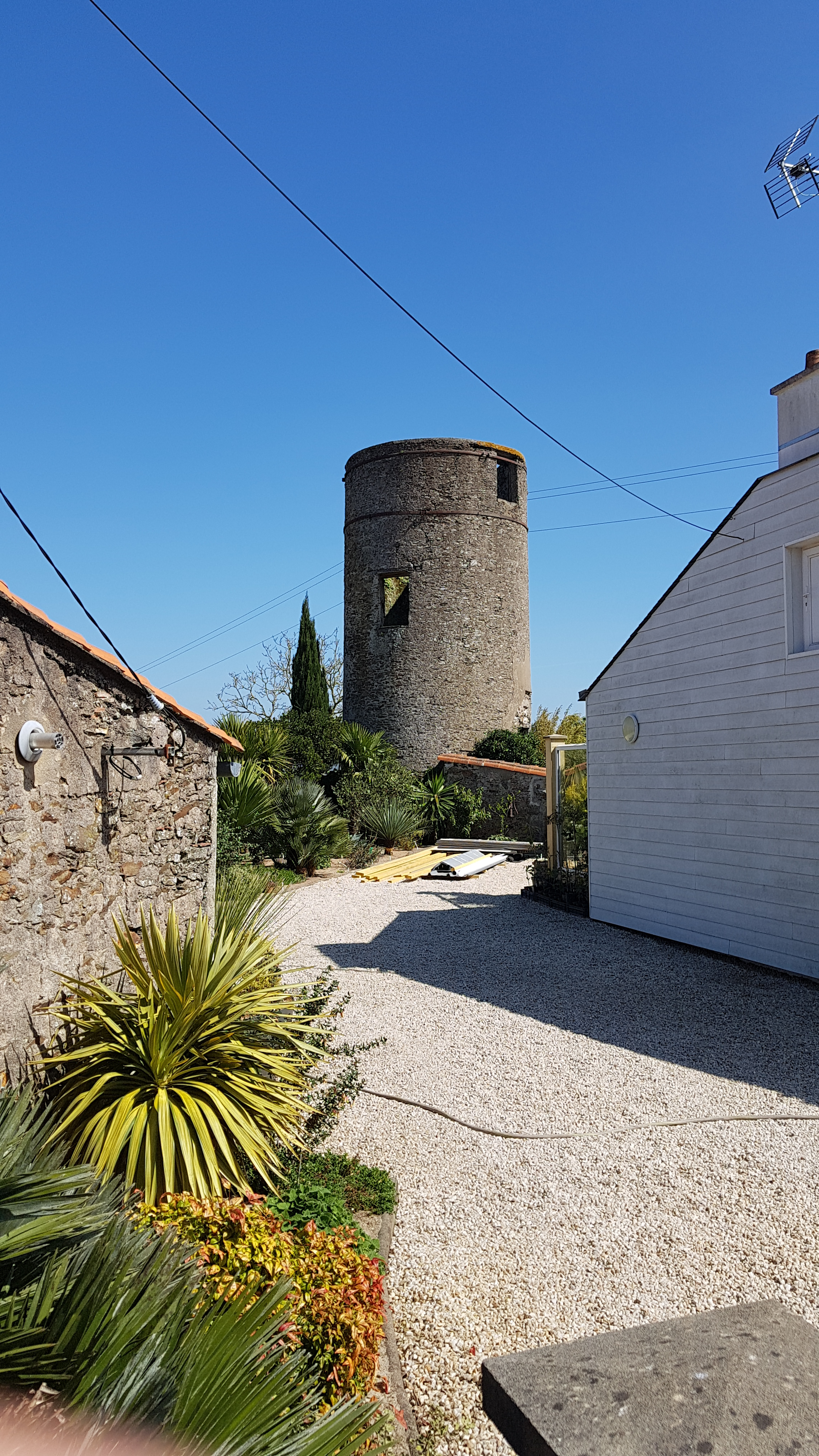
Moulin Soline.
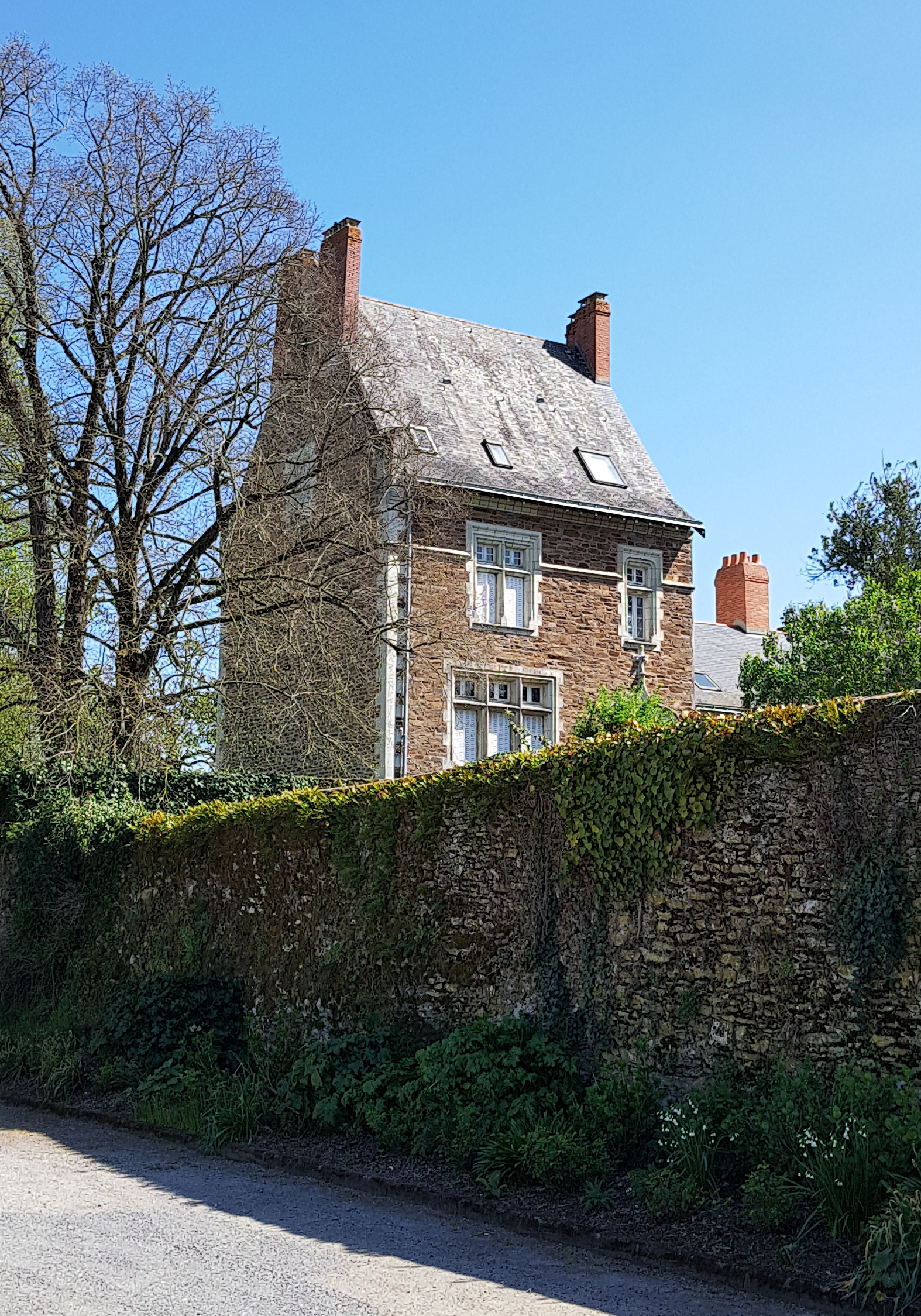
Manoir de la Trêperie.

## Urbanisme

### Typologie
Au 1er janvier 2024, Basse-Goulaine est catégorisée ceinture urbaine, selon la nouvelle grille communale de densité à sept niveaux définie par l'Insee en 2022.
Elle appartient à l'unité urbaine de Nantes, une agglomération intra-départementale regroupant 22  communes, dont elle est une commune de la banlieue,,. Par ailleurs la commune fait partie de l'aire d'attraction de Nantes, dont elle est une commune de la couronne,. Cette aire, qui regroupe 116 communes, est catégorisée dans les aires de 700 000 habitants ou plus (hors Paris),.

### Occupation des sols
L'occupation des sols de la commune, telle qu'elle ressort de la base de données européenne d’occupation biophysique des sols Corine Land Cover (CLC), est marquée par l'importance des territoires artificialisés (48,6 % en 2018), en augmentation par rapport à 1990 (23,4 %). La répartition détaillée en 2018 est la suivante : 
zones urbanisées (35,6 %), prairies (23,2 %), zones agricoles hétérogènes (16,8 %), zones industrielles ou commerciales et réseaux de communication (8,1 %), eaux continentales (5,3 %), espaces verts artificialisés, non agricoles (4,8 %), terres arables (3,1 %), cultures permanentes (1,8 %), forêts (1,2 %). L'évolution de l’occupation des sols de la commune et de ses infrastructures peut être observée sur les différentes représentations cartographiques du territoire : la carte de Cassini (XVIIIe siècle), la carte d'état-major (1820-1866) et les cartes ou photos aériennes de l'IGN pour la période actuelle (1950 à aujourd'hui).

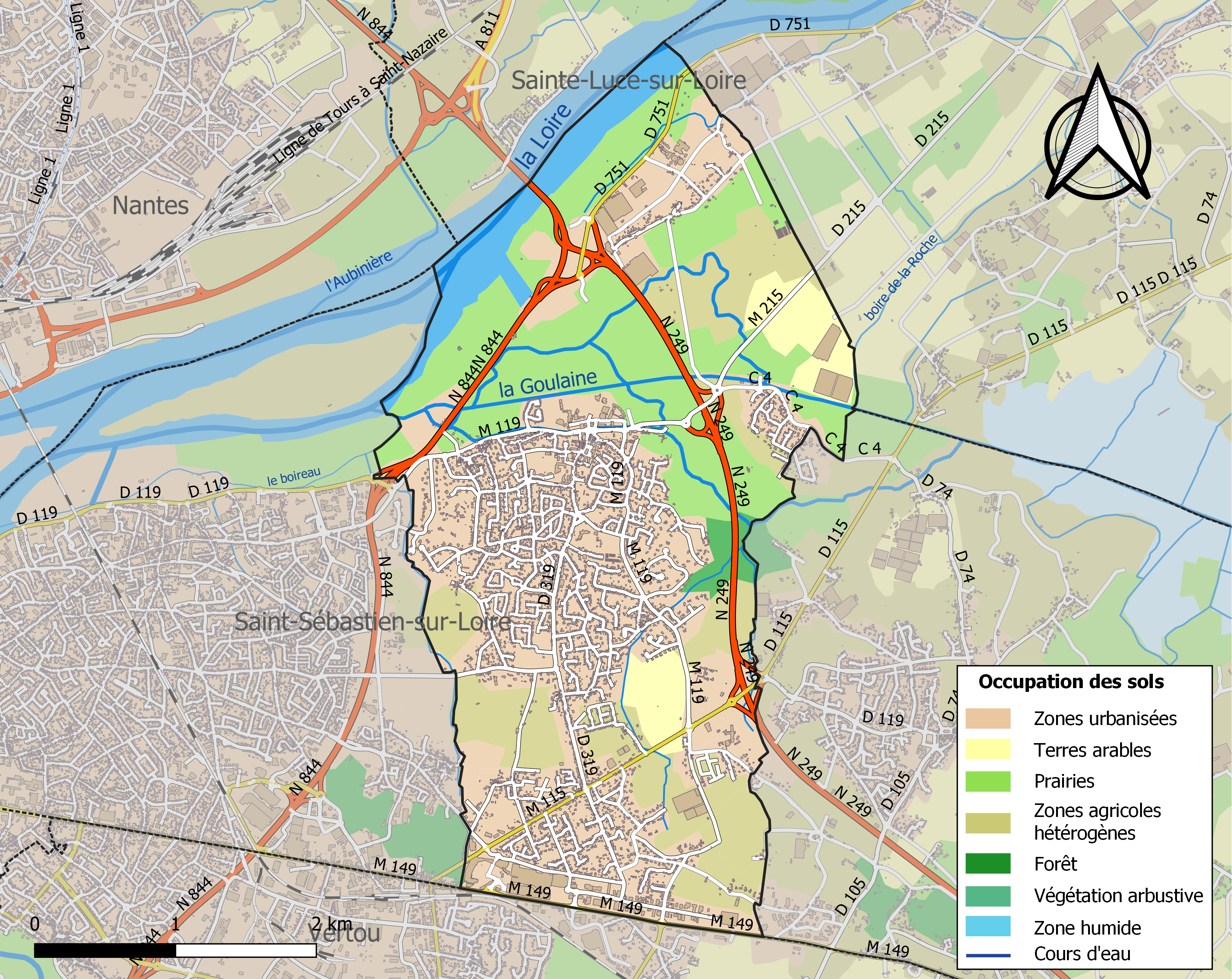
Carte des infrastructures et de l'occupation des sols de la commune en 2018 (CLC).

## Sports
Football
L'Athletic Club de Basse-Goulaine (AC Basse-Goulaine) participe au championnat de Régional 1 des Pays de la Loire (5e échelon du football français). Le club a vu le jour le 8 mai 1963 sous l'impulsion d'Alfred Maura, maire de la commune de l'époque, qui en a été le premier président. De nos jours le l'ACBB compte près de 400 licenciés qui s'entraînent et jouent au Complexe Henri Michel dont le terrain principal est doté d'une tribune de 300 places,.
Rugby à XV
Le Rugby club de Saint-Sébastien/Basse-Goulaine(RCSSBG) qui a évolué en Fédérale 3 (équivalent 5e division Nationale) de la saison 2007/2008 à la saison 2018-2019 ou il est relégué en Honneur régional. Il est de nouveau promu en Fédérale 3 pour la saison 2020-2021.
Football Américain & Flag
Le Football Américain et le Flag sont arrivés sur la commune en 2014 grâce à l'association "Les ESOX" (brochet en latin, emblème de la ville).
Leur section Football Américain est vice championne interrégionale (Pays de la Loire / Bretagne) lors de la saison 2014-2015 et évoluera en Division 3 Nationale a saison suivante avant d'être relégué. Ils sont de nouveau à ce niveau National depuis la saison 2020-2021.
La section Flag est quant à elle championne interrégionale (Pays de la Loire / Bretagne) lors de la saison 2016-2017.
L'association a aussi ouvert ses disciplines aux jeunes de 8 à 15 ans en 2018.

## Personnalités liées à la commune
- Claude-Auguste Dorion (1768-1829), poète français, né à Basse-Goulaine.
- Louise Zoé Coste (1805-1890), dite Madame Carré ou Zoé Meynier, artiste peintre française, mort à Basse-Goulaine.
- Adolphe Billault  (1805-1863), homme politique français, plusieurs fois élu député de Loire-Inférieure ; il meurt le 13 octobre 1863 à Basse-Goulaine.
- Julien-Henri Busson-Billault (1823-1888), ministre président du conseil d'État en 1870. Il épouse Fanny Billault, fille d'Adolphe Billault dont il était le secrétaire[33]. Il meurt le 15 août 1888 au château des Grézillères. Une rue porte son nom à Basse-Goulaine et une autre le nom de cette famille.
- Henri Tharreau (1826-1909), administrateur français, mort au château des Grézillères.
- Henri-Julien-Marie Busson-Billault (1853-1923), sénateur de Loire-Inférieure de 1920 à 1923.
- René Guy Cadou (1920-1951) a été instituteur à Basse-Goulaine. La médiathèque de Basse-Goulaine porte son nom.

## Jumelages
Theley (Allemagne)